# NGC 7070A
NGC 7070A је лентикуларна галаксија у сазвежђу Ждрал која се налази на NGC листи објеката дубоког неба.
Деклинација објекта је - 42° 50' 49" а ректасцензија 21h 31m 47,0s. Привидна величина (магнитуда) објекта NGC 7070 износи 12,4 а фотографска магнитуда 13,3. NGC 7070A је још познат и под ознакама ESO 287-34, MCG -7-44-21, AM 2128-34, PGC 66909.